# Игровое кресло

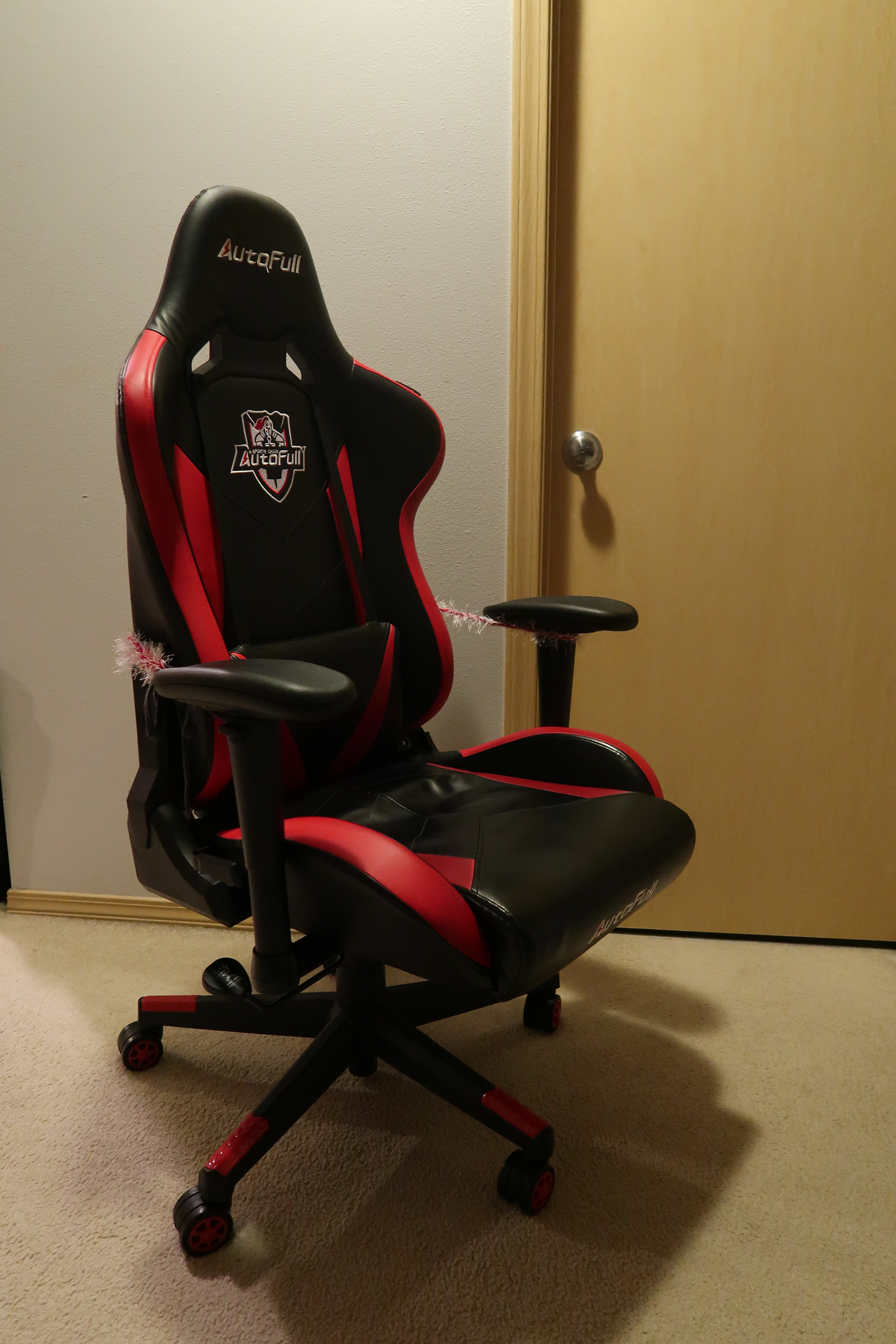
Игровое кресло

Игровое кресло, Геймерское кресло (кресло для видеоигр, кресло для компьютерных игр) (от англ. Gaming chair — игровое кресло) — кресло, предназначенное для видеоигровой деятельности и длительной работы за компьютером в целом, с высокой спинкой, поддерживающей спину и плечи; с регулируемыми подголовником, поясничной опорой и подлокотниками; может комплектоваться подставкой для ног.
Основным предназначением игровых кресел является повышенный комфорт для людей, занимающихся длительной и напряжённой видеоигровой деятельностью в сидячем и полулежачем положении. Также в игровом кресле можно спать лежа.
Игровые кресла используют геймеры и киберспортсмены в процессе компьютерных игр, а также стримеры во время проведения онлайн-видеотрансляций в интернете.

## Виды
Основные виды игровых кресел:
- игровые кресла для игр на персональных компьютерах (ПК игровые кресла) — похожи на офисные кресла, но включают в себя подголовник, поясничную опору, а также регулируемые подлокотники
- игровые кресла для игр на игровых приставок (консольные игровые кресла) — обычно напоминают кресла с откидной спинкой, предназначены для отдыха на полу и эффективны для телевизионных игр на игровых приставках
- гибридные игровые кресла — имеют общие характеристики как игровых кресел для персональных компьютеров, так и игровых кресел для приставок. Они часто устанавливаются на поворотное основание, но по-прежнему имеют форму и стиль кресла для игровых приставок

## Конструктивные особенности
Кресло геймера имеет конструкцию анатомическое сиденья, основанную на ковшеобразном сиденье гоночного автомобиля, высокую спинку с подголовником и валиками под спину и шею. Материалы, из которых сделано кресло, обеспечивают амортизацию; применяется износостойкая обивка, обеспечивающая долговечность и прочность. Для снижения усталости и напряжения рук в конструкции кресел присутствуют подлокотники. Предусматривается комплектация подставкой для ног и бесшумными прорезиненными колёсными опорами.
Конструкция игровых кресел обеспечивает возможность регулировки высоты и наклона, кресло может раскладываться на 180 градусов, позволяя пользователю спать в нём в лежачем положении.
Геймерские кресла могут дополнительно оборудоваться встроенными системой охлаждения, сабвуферами.

### Отличие от офисных кресел
Игровые кресла отличаются от большинства офисных кресел тем, что имеют высокую спинку, поддерживающую верхнюю часть спины и плечи. Они также более настраиваемы: подлокотники, спинка, поясничная опора и подголовник можно отрегулировать в больших пределах для удобства и эффективности видеоигровой деятельности.
Эргономичная конструкция игровых кресел разработана для сохранения правильного положения тела и избежания заболеваний позвоночника при длительном сидении у монитора.
По сравнению с простыми офисными креслами, игровые кресла имеют более высокую стоимость, поскольку оно имеет не только модный и эксклюзивный дизайн, но и предназначено для повышения социального статуса его обладателя, что способствует увеличению популярности и аудитории.
С другой стороны, игровые кресла подходят для длительной работы с персональным компьютером благодаря своим характеристикам и конструктивным особенностям. Модели офисных кресел появились у производителей, которые специализировались на игровых креслах и четкая граница между игровыми и офисными креслами начала исчезать.

## История
Первое полнофункциональное геймерское кресло было выпущено в 2006 году компанией DXRacer и предназначалось для гоночных игр. Изначально компания DXRacer производила сиденья для спортивных автомобилей (до 2006 года компания была известна производством высококачественных сидений для автомобилей класса люкс. Однако компания начала испытывать трудности из-за того, что Chrysler прекратил выпуск нескольких линий автомобилей).

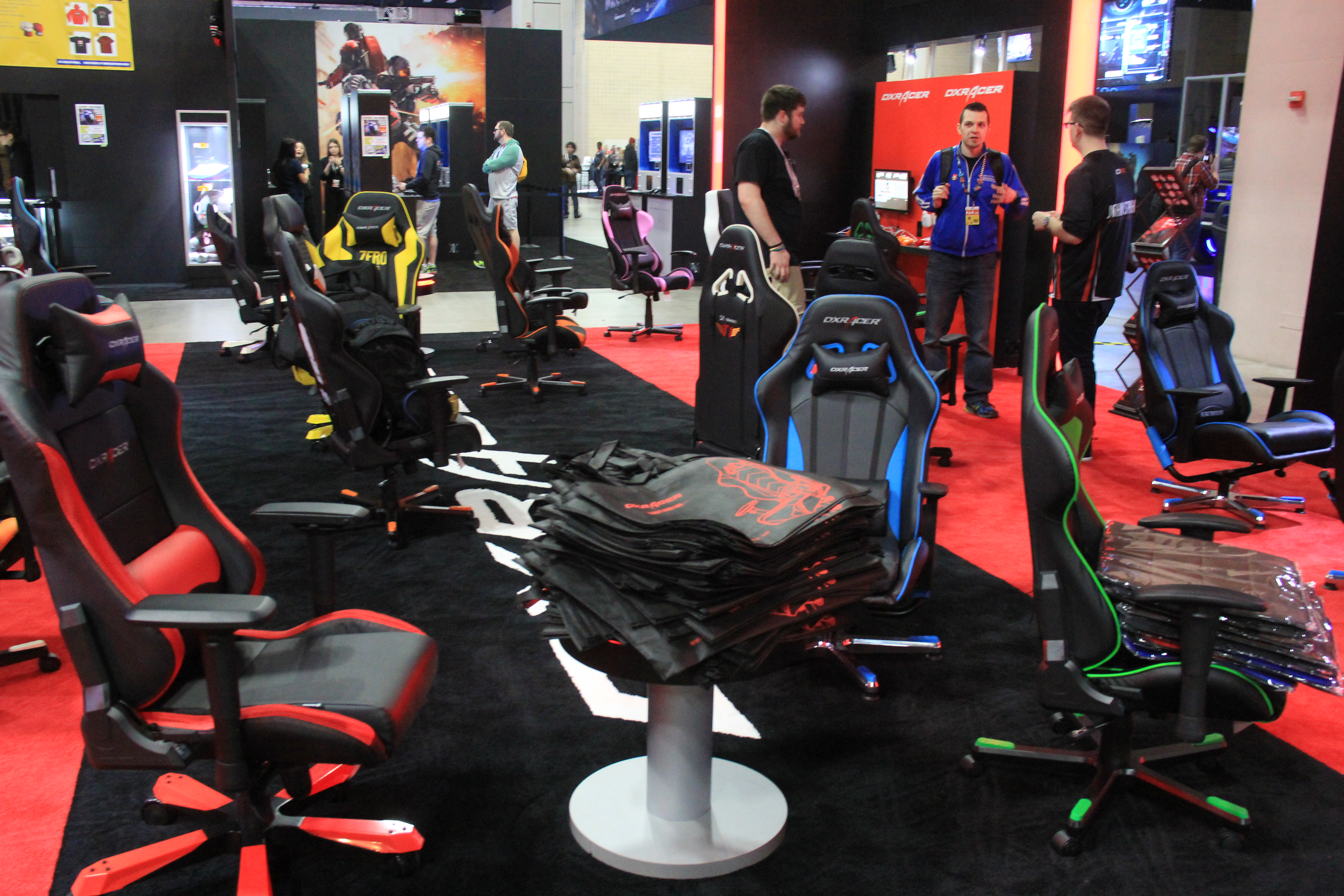
Выставка игровых кресел

Рынок игровых кресел быстро вырос в 2011 году с появлением приставки для прямых трансляций Twitch и популяризацией киберспорта. В сообществе Twitch стало общепризнанным, что наличие игрового кресла означает, что стримеры являются законными и респектабельными игроками.
Примерно в 2012 году геймеры начали замечать, что долгое сидение за компьютером вызывает проблемы со спиной и шеей. Кроме того, мужчина в тайбэйском интернет-кафе умер, играя на компьютере в течение 19 часов подряд. Подобные события заставили людей понять, насколько важны эргономика и безопасность для видеоигровой деятельности.
Примерно в 2018 году индустрия киберспорта стала очень популярной: десятки миллионов людей настроились на просмотр профессиональных матчей League of Legends и Dota 2 в прямом эфире. Поскольку все профессионалы соревнуются за новейшие и самые модные игровые стулья, их популярность стремительно росла. Многие бренды игровых стульев стремятся спонсировать эти профессиональные команды, чтобы они могли продемонстрировать свои стулья и повысить свою популярность.